# Бауэр, Белинда
Бели́нда Ба́уэр (англ. Belinda Bauer), настоящее имя — Бели́нда Джейн Та́убман (англ. Belinda Jane Taubman; 13 июня 1950, Австралия) — австралийско-американская актриса, фотомодель, танцовщица и психолог.

## Биография
Белинда Джейн Таубман (настоящее имя Бауэр) родилась 13 июня 1950 года в Австралии в семье владельцев «Taubman Paints», компания по производству краски.

## Карьера
Белинда, под фамилией Таубман, участвовала в нескольких конкурсах красоты в Сиднее (Австралия). Начиная свою карьеру в качестве балерины, а затем работая моделью в Нью-Йорке (штат Нью-Йорк, США), Бауэр стала популярна по нескольким американским культовым фильмам 1970-х—1980-х годов.
По состоянию на август 2002 года, Белинда работает психологом в Лос-Анджелесе (штат Калифорния, США).

## Избранная фильмография
| Год  |   | Русское название                           | Оригинальное название                  | Роль                 |
| ---- | - | ------------------------------------------ | -------------------------------------- | -------------------- |
| 1982 | ф | Гонщик во времени: приключения Лайла Свана | Timerider: The Adventure of Lyle Swann | Клэр Сигн            |
| 1983 | ф | Танец-вспышка                              | Flashdance                             | Кэти Хёрли           |
| 1984 | с | Воздушный волк                             | Airwolf                                | Габриэль Адемор      |
| 1987 | ф | Убийства по чёткам                         | The Rosary Murders                     | Пэт Леннон           |
| 1989 | ф | Ультравысокая частота                      | UHF                                    | грязная рестлерша    |
| 1990 | с | Она написала убийство                      | Murder, She Wrote                      | Карла Тиссен         |
| 1990 | ф | Робот-полицейский 2                        | RoboCop 2                              | доктор Джульетт Факс |
| 1991 | ф | Слуги сумерек                              | Servants of Twilight                   | Кристина Скавелло    |
| 1993 | ф | Книга мёртвых                              | H.P. Lovecraft's: Necronomicon         | Нэнси Гэллмор        |
| 1996 | ф | Ядовитый плющ 2: Лили                      | Poison Ivy II: Lily                    | Анджела Фолк         |